# Porotrichum rigidum
Porotrichum rigidum là một loài rêu trong họ Neckeraceae. Loài này được Mitt. mô tả khoa học đầu tiên năm 1869.